# Cumella sadoensis
Cumella sadoensis är en kräftdjursart som beskrevs av Gamo 1967. Cumella sadoensis ingår i släktet Cumella och familjen Nannastacidae. Inga underarter finns listade i Catalogue of Life.